# Tumulus van Middelwinden
De Tumulus van Middelwinden is een Gallo-Romeinse grafheuvel in de gemeente Landen in de Belgische provincie Vlaams-Brabant. De tumulus ligt ten noorden van Overwinden.
In 1864 en 1873 werden er opgravingen verricht waarna algemeen aanvaard is dat de tumulus stamt uit de 2e eeuw n.Chr. In de tumulus werden geen uitzonderlijke grafgiften gevonden, wat men wijt aan de plundering van Franse soldaten tijdens de Franse overheersing vanaf 1794.
Tijdens de opgravingen van 1864 kwamen grote stenen tevoorschijn die het eigenlijke graf omringden, met daarin brokstukken van bronzen vazen, drie bronzen ringen en zes ijzeren nagels van 30 cm afkomstig van houten kisten. Slechts één vaas kwam ongeschonden uit de tumulus tevoorschijn.
Bij de Tweede Slag bij Neerwinden in 1793 heeft de grafheuvel een rol gespeeld getuige de verscheidene kanonskogels die tijdens de opgraving van 1873 werden aangetroffen. De opgraving geschiedde vanuit de richting van Neerwinden waarbij er een acht meter lange gang gegraven werd. Toen stootte men op groter stenen met erachter een grote kuil met afmetingen van 4,2 en 3 meter vlak onder het maaiveld. Bij deze opgravingen werden fragmenten van vazen, metalen beslagen van koffers en een soort mes/degen van 12 cm lang dat een houten heft moet hebben gehad gevonden.
In 1972 vonden er wegwerkzaamheden plaats waarbij er een opmerkelijke steen werd aangetroffen. Deze menhir werd toen in het plantsoen voor de kerk van Neerwinden geplaatst.

## Galerij

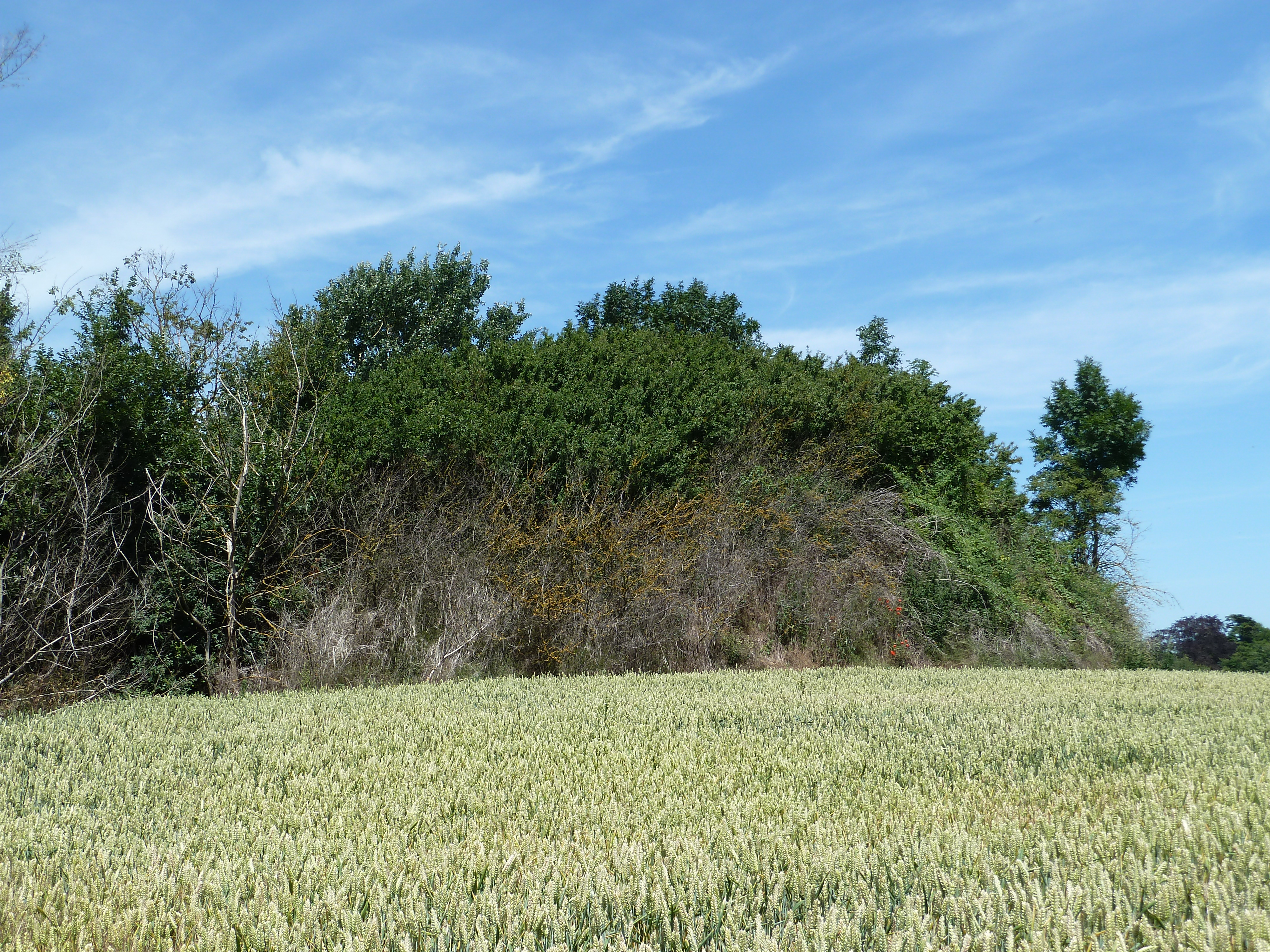
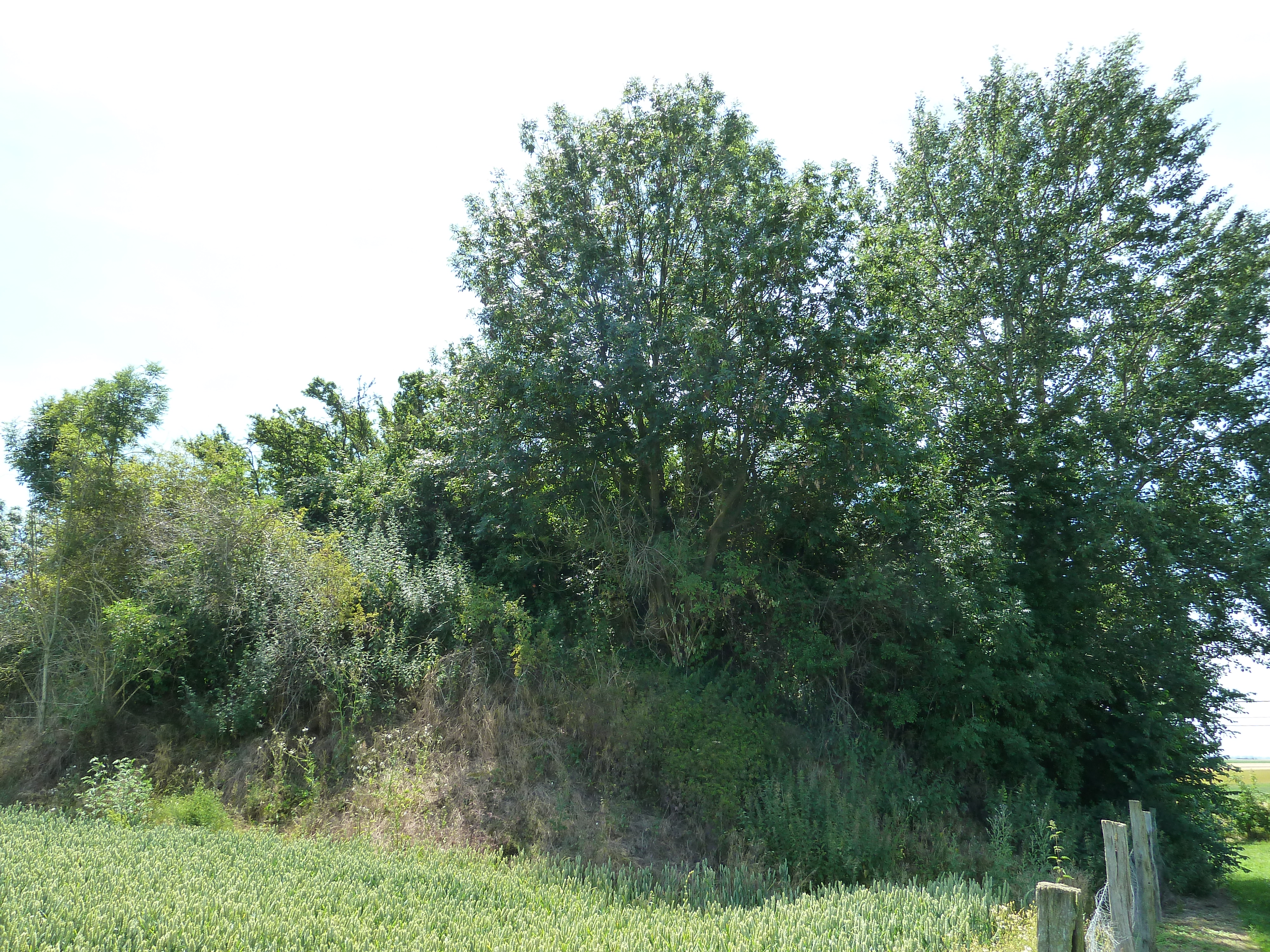
Achterzijde